# 莫友芝

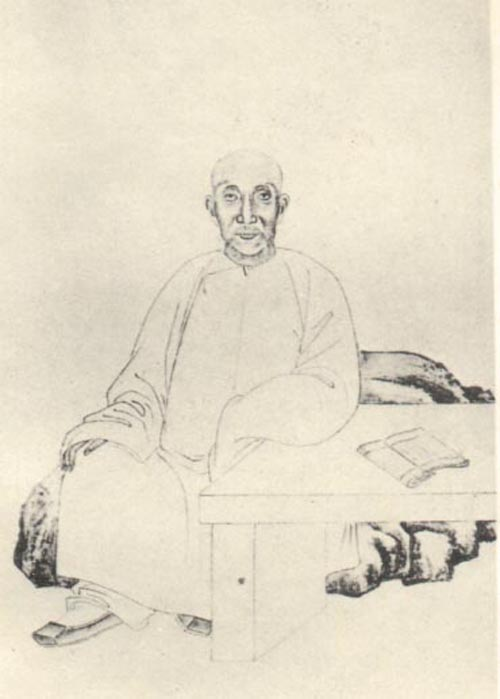
《清代学者像传》第二集，莫友芝像

莫友芝（1811年6月24日—1871年10月27日），字子偲，自號郘亭，又號紫泉。獨山翁奇兔場上街布依族人。與鄭珍並稱為「西南巨儒」。精於文字訓詁之學。

## 生平
清嘉慶十六年（1811年），五月初三時生於貴州獨山州（現獨山縣）城北三十里的兔場（現名為影山鎮）上街。嘉慶四年舉進士莫與儔第五子，三歲識字，七歲讀《毛詩》、《尚書》。
道光八年（1828年），考取秀才。道光十一年（1831年）舉人，后屢試不第，客居曾國藩幕府。與遵義鄭珍齊名，並称“西南巨儒”。張裕釗說：“子偲之學，於蒼雅、故訓、六經、名物、制度，靡所不探討。旁及金石目錄家言之說，尤究極其奧頤，疏導源流，辨析正僞，無銖寸差失。所爲詩及雜文，皆出於人人，而天詩治之益淇深。又工真行隸篆書，求者肩相於門。”
道光二十一年（1841年）撰成《遵义府志》48卷，“精炼而无秕，周密而罔遗”，梁启超誉为“天下府志中第一”。主讲遵义湘川书院。
同治四年（1865年），定居金陵。八年冬，湖北巡撫何璟及學使張之洞在武昌創建文昌書院。
同治九年（1870年），任扬州书局主校刊。春到武昌，謝絕了擔任文昌書院主講的相邀。返回金陵後，得知長子彝孫已于半月前病故，年僅28。致使精神上受到極大的打擊。
同治十年（1871年），至揚州、興化尋找文宗、文匯兩閣被焚後散失的圖書，秋突感風寒，高燒不退，九月十四日末時卒於舟中，年六十一岁。逝後靈樞暫停金陵莫愁湖畔，曾國藩等友人親到靈前祭奠。次年春，弟祥芝辭去江寧縣令，偕侄兒繩孫扶樞親送到遵義青山歸葬。

## 著述
著有《声韵考略》4卷、《过庭碎录》12卷、《宋元旧本书经眼录》3卷、《附录》1卷、《樗萌谱注》1卷、《亭书画经眼录 》4卷、《古刻钞》、《唐写本说文木部笺异》、《亭诗钞》、《亭遗诗》、《亭遗文》、《影山词》、《资治通鉴索引》等。
其次子莫繩孫編有《郘亭知見傳本書目》，可說是補邵懿辰《四庫簡明目錄標注》之不足。